# Aynur Karimova
Aynur Karimova est une joueuse de volley-ball azérie née le 7 décembre 1988. Elle mesure 1,89 m et joue au poste de centrale. Elle totalise 77 sélections en équipe d'Azerbaïdjan. 

## Clubs
| Club           | De        | À         |
| -------------- | --------- | --------- |
| Azerrail Bakou | 2006-2007 | 2011-2012 |
| Azəryol VK     | 2012-2013 | 2012-2013 |
| Azerrail Bakou | 2013-2014 | 2014-2015 |
| Azəryol VK     | 2015-2016 | 2015-2016 |
| Azerrail Bakou | 2016-2017 | …         |

## Palmarès

### Équipe nationale
- Ligue européenne
  - Vainqueur : 2016.

### Clubs
- Challenge Cup
  - Vainqueur :2011
- Championnat d'Azerbaïdjan
  - Vainqueur : 2007, 2008.